# 2007-es futsal-Európa-bajnokság
A 2007-es futsal-Európa-bajnokságot Portugáliában, Portóban rendezték 2007. november 16. és november 25. között. Az Európa-bajnokságot Spanyolország nyerte, miután a döntőben legyőzte Olaszország csapatát.

## Részt vevő csapatok
- Csehország
- Olaszország
- Oroszország
- Portugália házigazda)
- Románia
- Spanyolország (címvédő)
- Szerbia
- Ukrajna

## Csoportkör

### A csoport
| Csapat      | M | Gy | D | V | RG | KG | GK  | Pont |
| ----------- | - | -- | - | - | -- | -- | --- | ---- |
| Olaszország | 3 | 2  | 1 | 0 | 11 | 1  | +10 | 7    |
| Portugália  | 3 | 2  | 1 | 0 | 8  | 3  | +5  | 7    |
| Románia     | 3 | 1  | 0 | 2 | 9  | 14 | −5  | 3    |
| Csehország  | 3 | 0  | 0 | 3 | 7  | 17 | −10 | 0    |

| 2007. november 16. 19:30 CET | Portugália  | 0 – 0 | Olaszország | Multiusos Gondomar, Porto Nézőszám: 3 300 Játékvezető: Török Károly (magyar) |
| 2007. november 16. 19:30 CET | Jegyzőkönyv |       |             | Multiusos Gondomar, Porto Nézőszám: 3 300 Játékvezető: Török Károly (magyar) |

| 2007. november 16. 21:30 CET | Csehország                                           | 4 – 8               | Románia                                                                           | Multiusos Gondomar, Porto Nézőszám: 1 800 Játékvezető: Oleh Ivanov (ukrán) |
| 2007. november 16. 21:30 CET | Dobre 15' (öngól) Sluka 18' Rešetár 27' M. Mareš 30' | (2 – 2) Jegyzőkönyv | Matei 12' 37' 40' (büntetőből) Gherman 17' Lupu 23' 35' Molomfalean 24' Szöcs 32' | Multiusos Gondomar, Porto Nézőszám: 1 800 Játékvezető: Oleh Ivanov (ukrán) |

| 2007. november 18. 16:30 CET | Olaszország                                          | 7 – 1               | Románia     | Multiusos Gondomar, Porto Nézőszám: 1 988 Játékvezető: Roberto Gracia Marin (spanyol) |
| 2007. november 18. 16:30 CET | Morgado 2' 21' 23' Assis 6' Foglia 10' 19' Grana 26' | (4 – 1) Jegyzőkönyv | Gherman 14' | Multiusos Gondomar, Porto Nézőszám: 1 988 Játékvezető: Roberto Gracia Marin (spanyol) |

| 2007. november 16. 18:30 CET | Portugália                                                       | 5 – 3               | Csehország              | Multiusos Gondomar, Porto Nézőszám: 3 648 Játékvezető: Ivan Sabanov (orosz) |
| 2007. november 16. 18:30 CET | Ricardinho 7' Gonçalo 15' Arnaldo 20' Marcelinho 28' Formiga 36' | (3 – 3) Jegyzőkönyv | R. Mareš 1' 12' Frič 9' | Multiusos Gondomar, Porto Nézőszám: 3 648 Játékvezető: Ivan Sabanov (orosz) |

| 2007. november 21. 18:15 CET | Románia | 0 – 3               | Portugália                   | Multiusos Gondomar, Porto Nézőszám: 3 450 Játékvezető: Edi Sunjic (horvát) |
| 2007. november 21. 18:15 CET |         | (0 – 1) Jegyzőkönyv | Ricardinho 1' 25' Leitão 34' | Multiusos Gondomar, Porto Nézőszám: 3 450 Játékvezető: Edi Sunjic (horvát) |

| 2007. november 16. 18:15 CET | Olaszország                                  | 4 – 0               | Csehország | Pavilhao Municipal Santo Tirso, Porto Nézőszám: 900 Játékvezető: Török Károly (fehérorosz) |
| 2007. november 16. 18:15 CET | Zanetti 11' Foglia 23' Fabiano 32' Grana 36' | (1 – 0) Jegyzőkönyv |            | Pavilhao Municipal Santo Tirso, Porto Nézőszám: 900 Játékvezető: Török Károly (fehérorosz) |

### B csoport
| Csapat        | M | Gy | D | V | RG | KG | GK | Pont |
| ------------- | - | -- | - | - | -- | -- | -- | ---- |
| Spanyolország | 3 | 2  | 1 | 0 | 11 | 4  | +7 | 7    |
| Oroszország   | 3 | 2  | 0 | 1 | 10 | 8  | +2 | 6    |
| Szerbia       | 3 | 1  | 1 | 1 | 7  | 8  | −1 | 4    |
| Ukrajna       | 3 | 0  | 0 | 3 | 5  | 13 | −8 | 0    |

| 2007. november 17. 15:00 CET | Spanyolország                                                   | 6 – 2               | Ukrajna            | Multiusos Gondomar, Porto Nézőszám: 1 000 Játékvezető: Antonius Van Eekelen (holland) |
| 2007. november 17. 15:00 CET | Marcelo 15' 38' Kike 17' Álvaro 27' Jordi Torras 33' Daniel 35' | (2 – 1) Jegyzőkönyv | Csepornyuk 17' 27' | Multiusos Gondomar, Porto Nézőszám: 1 000 Játékvezető: Antonius Van Eekelen (holland) |

| 2007. november 17. 17:00 CET | Szerbia                 | 3 – 5               | Oroszország                                    | Multiusos Gondomar, Porto Nézőszám: 1 000 Játékvezető: Karel Henych (cseh) |
| 2007. november 17. 17:00 CET | Rajić 24' 31' Perić 26' | (0 – 2) Jegyzőkönyv | Cirilo 2' 15' 34' Kamadijev 24' Sajakmetov 37' | Multiusos Gondomar, Porto Nézőszám: 1 000 Játékvezető: Karel Henych (cseh) |

| 2007. november 19. 19:00 CET | Ukrajna               | 1 – 4               | Oroszország                                                         | Multiusos Gondomar, Porto Nézőszám: 748 Játékvezető: Antonio Jose Fernandes Cardoso (portugál) |
| 2007. november 19. 19:00 CET | Kamadijev 35' (öngól) | (0 – 1) Jegyzőkönyv | Kursov 20' (öngól) Cirilo 26' (büntetőből) Sajakmetov 27' Zujev 36' | Multiusos Gondomar, Porto Nézőszám: 748 Játékvezető: Antonio Jose Fernandes Cardoso (portugál) |

| 2007. november 19. 21:00 CET | Spanyolország | 1 – 1               | Szerbia   | Multiusos Gondomar, Porto Nézőszám: 1 100 Játékvezető: Vladimir Colbasiuc (moldáv) |
| 2007. november 19. 21:00 CET | Andreu 18'    | (1 – 0) Jegyzőkönyv | Rajić 40' | Multiusos Gondomar, Porto Nézőszám: 1 100 Játékvezető: Vladimir Colbasiuc (moldáv) |

| 2007. november 21. 16:15 CET | Oroszország   | 1 – 4               | Spanyolország                         | Multiusos Gondomar, Porto Nézőszám: 1 313 Játékvezető: Massimo Cumbo (olasz) |
| 2007. november 21. 16:15 CET | Majevszkij 6' | (1 – 2) Jegyzőkönyv | Andreu 17' Daniel 20' 38' Marcelo 23' | Multiusos Gondomar, Porto Nézőszám: 1 313 Játékvezető: Massimo Cumbo (olasz) |

| 2007. november 21. 16:15 CET | Ukrajna                    | 2 – 3               | Szerbia                     | Pavilhao Municipal Santo Tirso, Porto Nézőszám: 850 Játékvezető: Pascal Lemal (belga) |
| 2007. november 21. 16:15 CET | Csepornyuk 21' Szityin 24' | (0 – 2) Jegyzőkönyv | Rajić 5' 23' Cvetanović 14' | Pavilhao Municipal Santo Tirso, Porto Nézőszám: 850 Játékvezető: Pascal Lemal (belga) |

## Elődöntő
| 2007. november 23. 19:00 CET | Olaszország          | 2 – 0               | Oroszország | Multiusos Gondomar, Porto Nézőszám: 1 882 Játékvezető: Roberto Gracia Marin (spanyol) |
| 2007. november 23. 19:00 CET | Grana 3' Fabiano 31' | (1 – 0) Jegyzőkönyv |             | Multiusos Gondomar, Porto Nézőszám: 1 882 Játékvezető: Roberto Gracia Marin (spanyol) |

| 2007. november 23. 21:00 CET | Spanyolország         | 2 – 2               | Portugália                 | Multiusos Gondomar, Porto Nézőszám: 3 900 Játékvezető: Massimo Cumbo (olasz) |
| 2007. november 23. 21:00 CET | Daniel 36' Andreu 39' | (0 – 0) Jegyzőkönyv | Gonçalo 31' Ricardinho 35' | Multiusos Gondomar, Porto Nézőszám: 3 900 Játékvezető: Massimo Cumbo (olasz) |

### A 3. helyért
| 2007. november 25. 16:00 CET | Oroszország                         | 3 – 2               | Portugália             | Multiusos Gondomar, Porto Nézőszám: 3 100 Játékvezető: Oleh Ivanov (ukrán) |
| 2007. november 25. 16:00 CET | Cirilo 17' Fukin 18' Sajakmetov 36' | (2 – 1) Jegyzőkönyv | Gonçalo 15' Leitão 36' | Multiusos Gondomar, Porto Nézőszám: 3 100 Játékvezető: Oleh Ivanov (ukrán) |

## Döntő
| 2007. november 25. 18:00 CET | Olaszország | 1 – 3               | Spanyolország                            | Multiusos Gondomar, Porto Nézőszám: 3 600 Játékvezető: Antonio Jose Fernandes Cardoso (portugál) |
| 2007. november 25. 18:00 CET | Feller 30'  | (1 – 0) Jegyzőkönyv | Marcelo 9' Daniel 22' Javi Rodríguez 27' | Multiusos Gondomar, Porto Nézőszám: 3 600 Játékvezető: Antonio Jose Fernandes Cardoso (portugál) |

| A 2007-es futsal-Európa-bajnokság győztese |
| ------------------------------------------ |
| SPANYOLORSZÁG 4. cím                       |

## Gólszerzők
| Játékos       | Gólok száma | Nemzet   |
| ------------- | ----------- | -------- |
| Predrag Rajić | 5           | Szerb    |
| Cirilo        | 5           | Orosz    |
| Daniel        | 5           | Spanyol  |
| Ricardinho    | 4           | portugál |
| Marcelo       | 4           | Spanyol  |